# Cormocephalus pilosus
Cormocephalus pilosus – gatunek parecznika z rzędu skolopendrokształtnych i rodziny skolopendrowatych.
Gatunek ten został opisany w 1955 roku przez B. S. Jangi. Jako lokalizację typową wskazano Nagpur w stanie Maharasztra.
Parecznik orientalny, endemiczny dal Indii, podawany ze stanów Chhattisgarh, Maharasztra i Madhya Pradesh.